# Giuseppe Zurlo

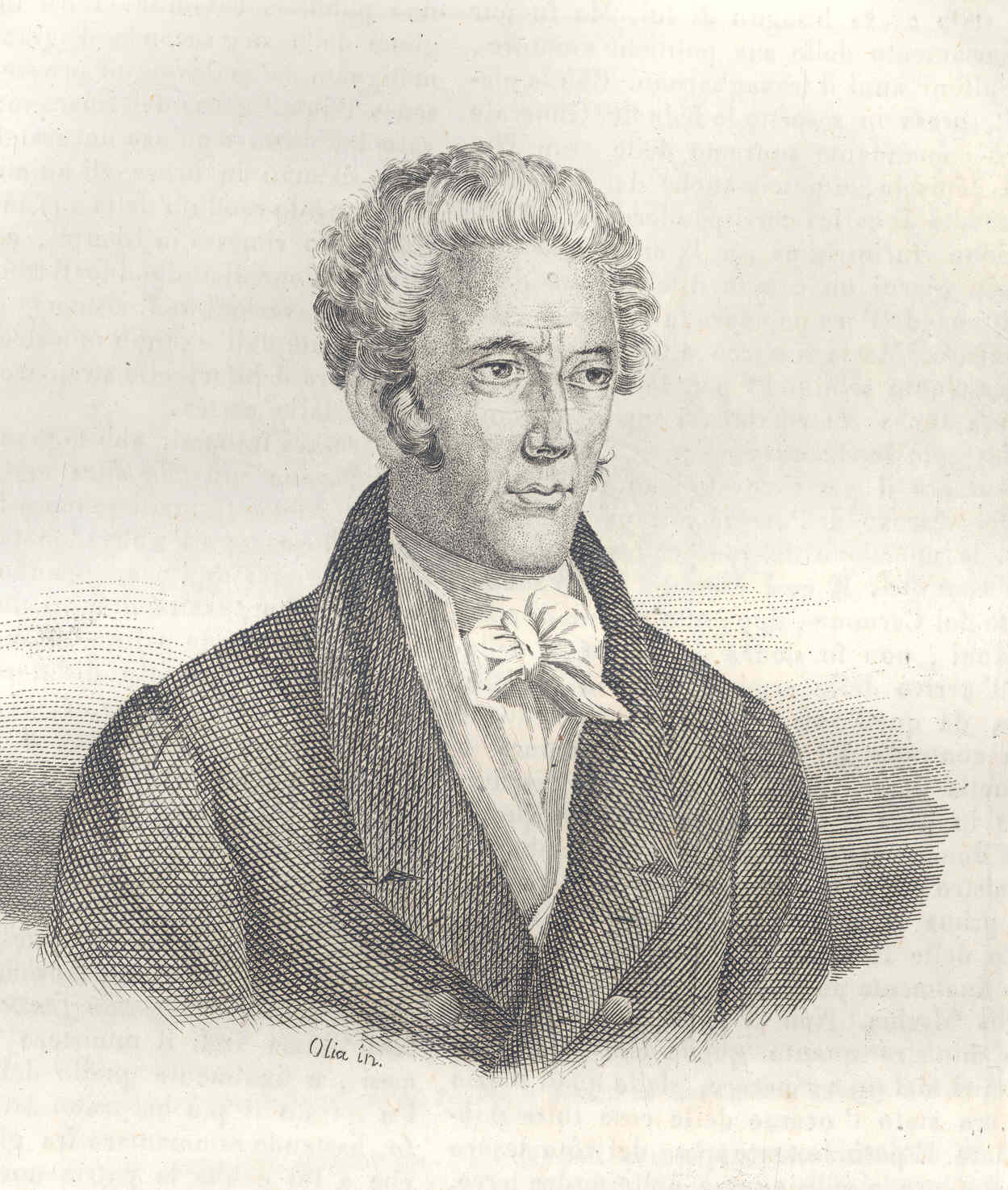
Giuseppe Zurlo.

Giuseppe Zurlo, född 1759 i Baranello, död 1828 i Neapel, var en italiensk greve och politiker. 
Zurlo var juridisk ämbetsman i Neapel, då Ferdinand IV vid sin flykt till Sicilien 1798 överlämnade åt honom förvaltningen av kungariket Neapels finanser. Fången under revolutionen, återtog han efter kungadömets återställande 1799 ledningen av finanserna, men störtades 1803 genom John Actons inflytande. År 1809 tog kung Joachim Murat honom till finans-, sedermera även till justitie-, inrikes- och kultusminister. Zurlo införde bland annat en ny organisation av Neapels justitieväsen och ny undervisningslag. Efter Murats fall (1815) levde han till 1818 utanför kungarikets gränser; efter revolutionen 1820 var han en kort tid inrikesminister i det konstitutionella kabinettet.